# Аль-Гуварія
Аль-Гуварія (араб. الغويرية) — місто в Катарі, розташоване в муніципалітеті Ель-Хаур. Раніше Аль-Гуварія була муніципалітетом Катару, проте 2004 року її об'єднано з муніципалітетом Ель-Хаур, що на сході.
Від початку 1920-х років місто переважно населене катарським племенем Аль-Наїмі.

## Етимологія
Є два припущення щодо походження назви Аль-Гуварія. За першим, вона походить від «alghar», арабської назви сімейства лаврових рослин. Це вважається малоймовірним, оскільки рослини цього сімейства не зустрічаються в Катарі. Більш правдоподібним є походження назви від арабського слова «ghar», що перекладається як «печера». Це підтверджується наявністю поблизу двох відомих печер.

## Історія
Згадка про Аль-Гуварію є в публікації Дж. Г. Лорімера «Gazetteer of the Persian Gulf, Oman and Central Arabia» 1908 року. Він описує її як кочове місце для табору за 12 миль на південний захід від Гувайли і згадує неподалік колодязь з хорошою водою, глибиною 8 сажнів.
Після того, як у 1960-х і 1970-х роках Катар почав отримувати значні прибутки від своєї нафтовидобувної діяльності, уряд запустив кілька житлових проєктів для своїх громадян. У рамках цієї ініціативи до 1976 року в Аль-Гуварії побудовано 55 будинків.
За даними Міністерства навколишнього середовища, у 2014 році в межах міста було близько 65 домогосподарств.

## Урядування

### Муніципалітет Аль-Гуварія

Розташування муніципалітету Аль-Гуварія

Аль-Гуварія була муніципалітетом до 2004 року, коли її було об'єднано з Ель-Хауром. Їй не підлягали ніякі інші міста чи містечка.
Згідно з переписом 2004 року, серед 2159 осіб було 1666 мусульман, 52 християн, а решта 441 житель сповідували інші релігії.
Зареєстровані живонароджені
У таблиці наведено склад зареєстрованих у Аль-Гуварії живонароджених за національністю та статтю. За місце народження взято муніципалітет проживання матері на момент народження.
| Зареєстровано живонароджених за національністю та статтю | Зареєстровано живонароджених за національністю та статтю | Зареєстровано живонароджених за національністю та статтю | Зареєстровано живонароджених за національністю та статтю | Зареєстровано живонароджених за національністю та статтю | Зареєстровано живонароджених за національністю та статтю | Зареєстровано живонароджених за національністю та статтю | Зареєстровано живонароджених за національністю та статтю | Зареєстровано живонароджених за національністю та статтю | Зареєстровано живонароджених за національністю та статтю |
| Рік                                                      | Катарці                                                  | Катарці                                                  | Катарці                                                  | Не катарці                                               | Не катарці                                               | Не катарці                                               | Разом                                                    | Разом                                                    | Разом                                                    |
| Рік                                                      | Ч                                                        | Ж                                                        | Разом                                                    | Ч                                                        | Ж                                                        | Разом                                                    | Ч                                                        | Ж                                                        | Разом                                                    |
| -------------------------------------------------------- | -------------------------------------------------------- | -------------------------------------------------------- | -------------------------------------------------------- | -------------------------------------------------------- | -------------------------------------------------------- | -------------------------------------------------------- | -------------------------------------------------------- | -------------------------------------------------------- | -------------------------------------------------------- |
| 1984                                                     | 2                                                        | 5                                                        | 7                                                        | 1                                                        | 2                                                        | 3                                                        | 3                                                        | 7                                                        | 10                                                       |
| 1985                                                     | 5                                                        | 1                                                        | 6                                                        | 2                                                        | 2                                                        | 4                                                        | 7                                                        | 3                                                        | 10                                                       |
| 1986                                                     | 1                                                        | 3                                                        | 4                                                        | 3                                                        | 1                                                        | 4                                                        | 4                                                        | 4                                                        | 8                                                        |
| 1987                                                     | 6                                                        | 5                                                        | 11                                                       | 1                                                        | 3                                                        | 4                                                        | 7                                                        | 8                                                        | 15                                                       |
| 1988                                                     | 2                                                        | 4                                                        | 6                                                        | 1                                                        | 2                                                        | 3                                                        | 3                                                        | 6                                                        | 9                                                        |
| 1989                                                     | 7                                                        | 6                                                        | 13                                                       | 2                                                        | 3                                                        | 5                                                        | 9                                                        | 9                                                        | 18                                                       |
| 1990                                                     | 3                                                        | 2                                                        | 5                                                        | 4                                                        | 1                                                        | 5                                                        | 7                                                        | 3                                                        | 10                                                       |
| 1991                                                     | 3                                                        | 3                                                        | 6                                                        | 0                                                        | 0                                                        | 0                                                        | 3                                                        | 3                                                        | 6                                                        |
| 1992                                                     | 1                                                        | 4                                                        | 5                                                        | 0                                                        | 3                                                        | 3                                                        | 1                                                        | 7                                                        | 8                                                        |
| 1993                                                     | 0                                                        | 4                                                        | 4                                                        | 1                                                        | 2                                                        | 3                                                        | 1                                                        | 6                                                        | 7                                                        |
| 1994                                                     | немає даних                                              | немає даних                                              | немає даних                                              | немає даних                                              | немає даних                                              | немає даних                                              | немає даних                                              | немає даних                                              | немає даних                                              |
| 1995                                                     | 2                                                        | 2                                                        | 4                                                        | 2                                                        | 2                                                        | 4                                                        | 4                                                        | 4                                                        | 8                                                        |

| Registered live births by nationality and sex | Registered live births by nationality and sex | Registered live births by nationality and sex | Registered live births by nationality and sex | Registered live births by nationality and sex | Registered live births by nationality and sex | Registered live births by nationality and sex | Registered live births by nationality and sex | Registered live births by nationality and sex | Registered live births by nationality and sex |
| Year                                          | Qatari                                        | Qatari                                        | Qatari                                        | Non-Qatari                                    | Non-Qatari                                    | Non-Qatari                                    | Total                                         | Total                                         | Total                                         |
| Year                                          | M                                             | F                                             | Total                                         | M                                             | F                                             | Total                                         | M                                             | F                                             | Total                                         |
| --------------------------------------------- | --------------------------------------------- | --------------------------------------------- | --------------------------------------------- | --------------------------------------------- | --------------------------------------------- | --------------------------------------------- | --------------------------------------------- | --------------------------------------------- | --------------------------------------------- |
| 1996                                          | 2                                             | 0                                             | 2                                             | 1                                             | 0                                             | 1                                             | 3                                             | 0                                             | 3                                             |
| 1997                                          | 1                                             | 4                                             | 5                                             | 1                                             | 0                                             | 1                                             | 2                                             | 4                                             | 6                                             |
| 1998                                          | 5                                             | 0                                             | 5                                             | 2                                             | 3                                             | 5                                             | 7                                             | 3                                             | 10                                            |
| 1999                                          | 1                                             | 2                                             | 3                                             | 4                                             | 4                                             | 8                                             | 5                                             | 6                                             | 11                                            |
| 2000                                          | 3                                             | 4                                             | 7                                             | 7                                             | 4                                             | 11                                            | 10                                            | 8                                             | 18                                            |
| 2001                                          | 4                                             | 1                                             | 5                                             | 2                                             | 2                                             | 4                                             | 6                                             | 3                                             | 9                                             |
| 2002                                          | 5                                             | 2                                             | 7                                             | 3                                             | 4                                             | 7                                             | 8                                             | 6                                             | 14                                            |
| 2003                                          | 6                                             | 3                                             | 9                                             | 2                                             | 5                                             | 7                                             | 8                                             | 8                                             | 16                                            |
| 2004                                          | 23                                            | 30                                            | 53                                            | 19                                            | 15                                            | 34                                            | 42                                            | 45                                            | 87                                            |
| 2005                                          | 5                                             | 5                                             | 10                                            | 7                                             | 2                                             | 9                                             | 12                                            | 7                                             | 19                                            |
| 2006                                          | 7                                             | 4                                             | 11                                            | 3                                             | 7                                             | 10                                            | 10                                            | 11                                            | 21                                            |
| 2007                                          | 2                                             | 6                                             | 8                                             | 2                                             | 1                                             | 3                                             | 4                                             | 7                                             | 11                                            |

### Місцеве урядування

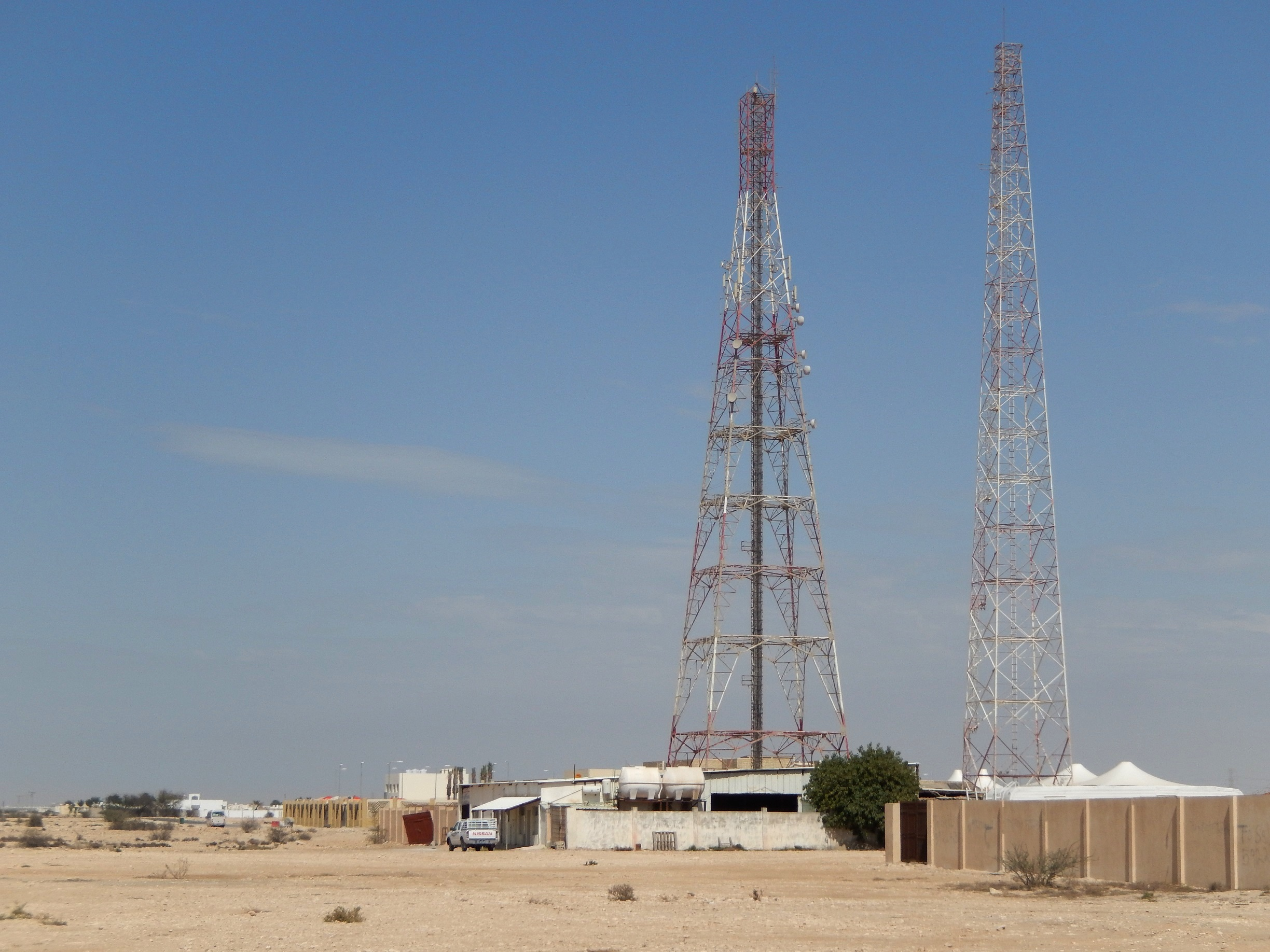
Телекомунікаційні щогли в Аль-Гуварії

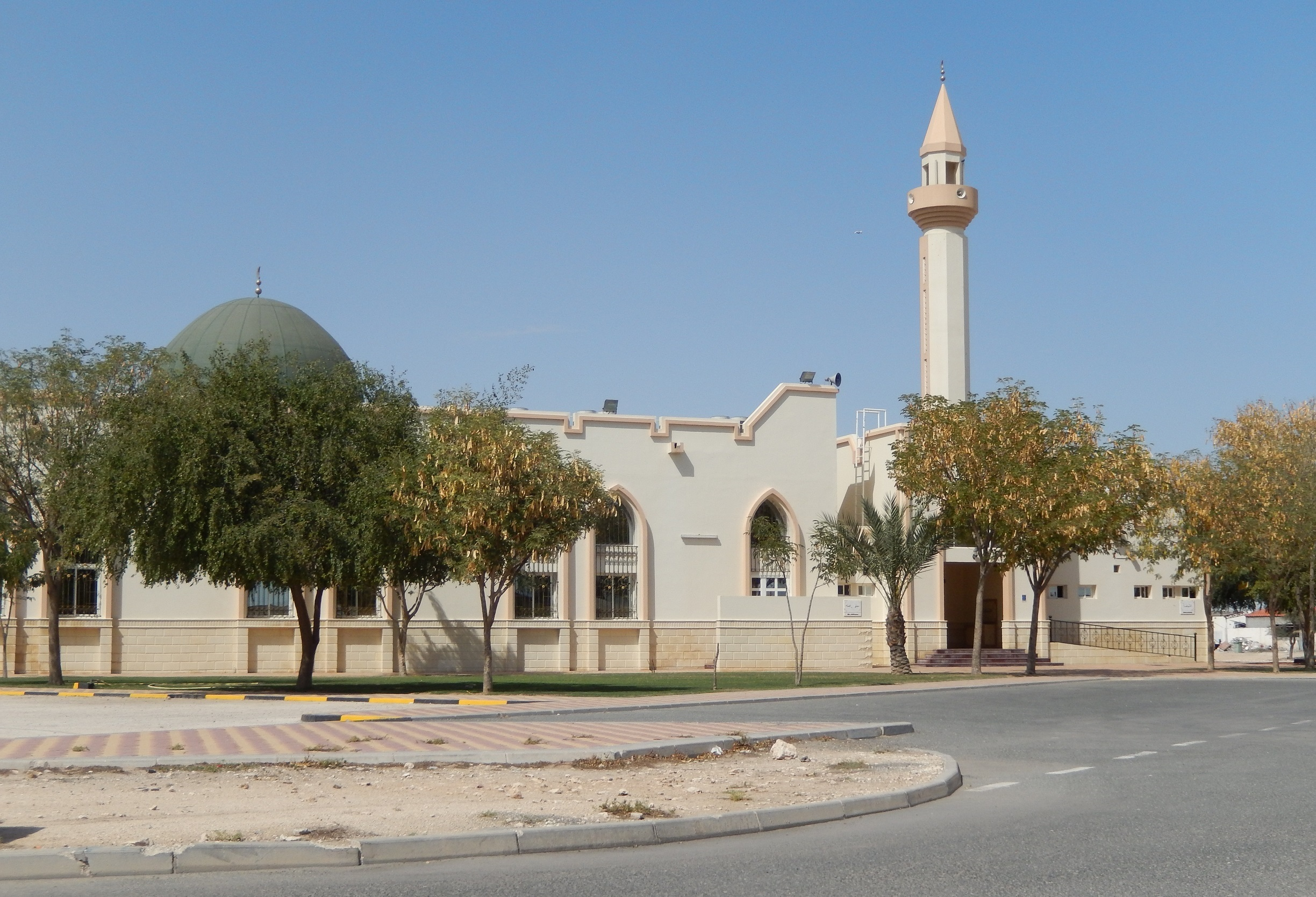
Мечеть в Аль-Гуварії

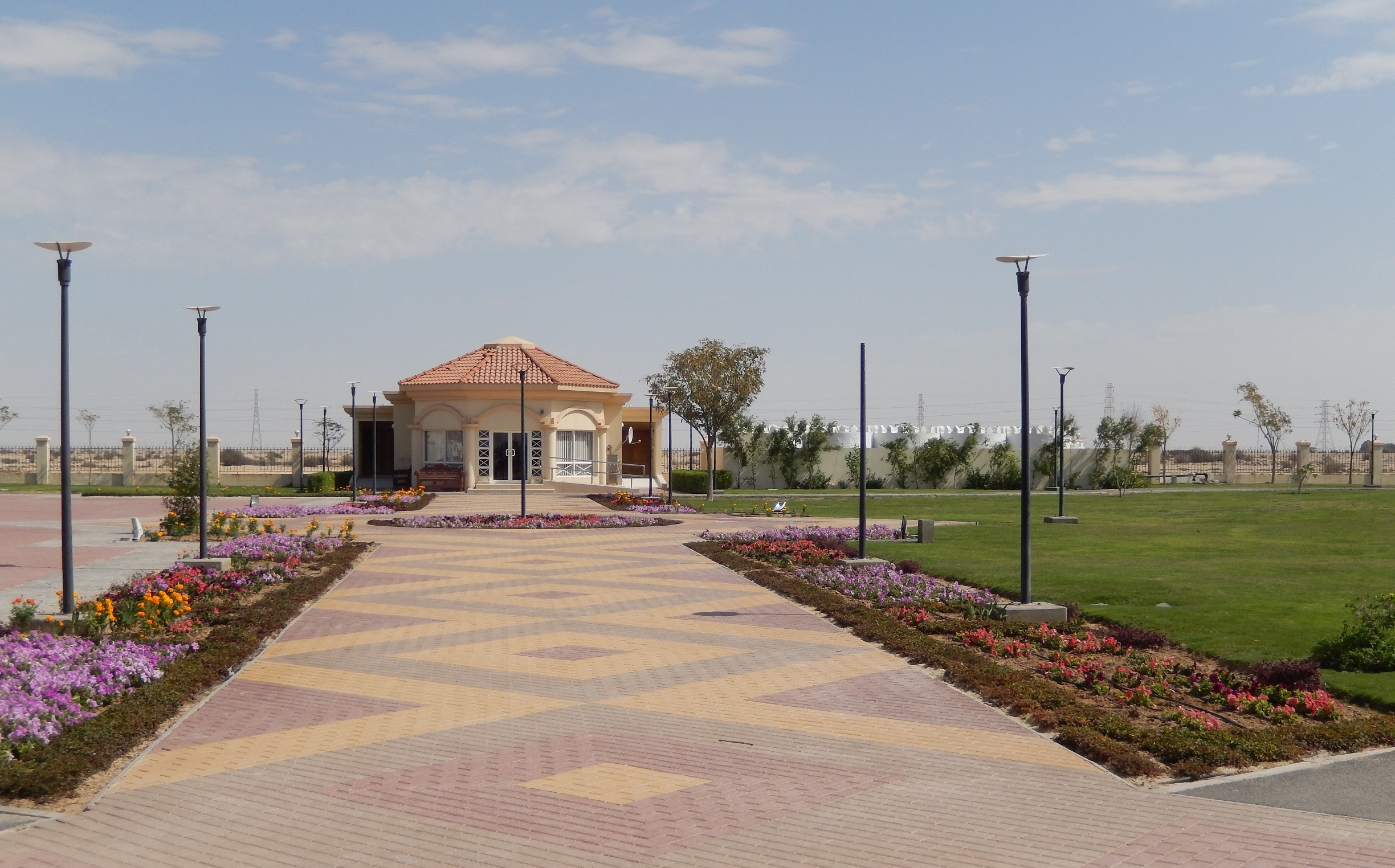
Парк Аль-Гуварія

Після того, як у 1999 році в Катарі вперше відбулися вільні вибори до Центральної муніципальної ради, Аль-Гуварію призначено центром виборчого округу №. 29. Вона залишалася в такому статусі протягом наступних трьох виборів поспіль, до п'ятих муніципальних виборів 2015 року, коли її оголошено центром виборчого округу №. 28. До виборчого округу також входить частина Аль-Сувайхлії, Умм-аль-Маа, Аль-Даудія, Айн Аль-Нуаман, південний Зубарах, Айн Сінан і Абу-Аль-Сенім.
На перших муніципальних виборах 1999 року переміг Насер Абдулла Аль-Каабі, отримавши 66,1 %, або 115 голосів. На другому місці був Мубарак Абдулла Аль-Нуаймі, частка голосів якого склала 29,3 %, або 51 голос. Явка виборців склала 87 %. Аль-Каабі зберіг своє місце на виборах 2002 і 2007 років. 2011 року Аль-Каабі поступився своїм місцем Саїду Мубараку Аль-Рашеді, який зберіг своє місце на виборах 2015 року.
Від 2017 року офіс Аль-Гуварія муніципалітету Ель-Хаур очолює Нассер Аль-Нуаймі.

## Здоров'я
Перший оздоровчий центр в Аль-Гуварії відкрито в липні 2015 року.

## Плани щодо розвитку
У березні 2017 року очільник офісу Аль-Гуварія Насер Аль-Наїмі оголосив про великий план модернізації інфраструктури Аль-Гуварії. План передбачає покращення каналізації, обслуговування вулиць та освітлення міста й обладнання додаткових тротуарів та пішохідних переходів.

## Пам'ятки для відвідувачів
Сімейний парк Аль-Гуварія відкрито у 2017 році. На площі 9234 м2 розташовані дитячий майданчик з місцями для відпочинку, санвузли та офіс охорони.

## Освіта
Школа, розташована в Аль-Гуварії:
| Назва школи                                              | Навчальний план | Рівень             | Стать             | Офіційний веб-сайт | Посилання |
| -------------------------------------------------------- | --------------- | ------------------ | ----------------- | ------------------ | --------- |
| Al Ghuwairia Girls School (Школа Аль-Гуварії для дівчат) | незалежний      | дитсадок — середня | тільки для дівчат | немає даних        | [ 41 ]    |